# KIDO YOJI
KIDO YOJI（キド ヨウジ）は、日本のシンガーソングライター。2011年10月26日にアルバム『CALL A ROMANCE』」でデビュー。2017年6月17日に脳梗塞を発症。現在、後遺症をもつ当事者として自身の経験を映像化し、活動している。

## 人物
2011年10月26日にアルバム『CALL A ROMANCE』でデビューし、iTunes Storeのエレクトロニックで1位となる。また、パリのセレクトショップ「Colette」でも販売される。
2012年に音楽活動を終了し、デザインエンジニア、クリエイターとして活動を開始をしていた。
2017年6月17日に脳梗塞を発症し、治療とリハビリテーションを受ける。現在、片麻痺の後遺症をもつ当事者として自身の経験を映像化し、活動している。

## 経歴
- 2011年4月20日、コンピレーション・アルバム『Kidz Rec. 03』に「Won't You Come Again」を収録。
- 2011年10月26日、ファースト・アルバム『CALL A ROMANCE』を発売。
- 2012年、音楽活動を終了。デザインエンジニア、クリエイターとして活動。
- 2017年6月17日、脳梗塞を発症。
- 2021年6月8日、YouTube チャンネルを開設。

## 作品

### アルバム
|     | タイトル       | レーベル  | リリース日     |
| --- | -------------- | --------- | -------------- |
| 1st | CALL A ROMANCE | Kidz Rec. | 2011年10月26日 |